# Toledo (Oregon)
Toledo az Amerikai Egyesült Államok északnyugati részén, Oregon állam Lincoln megyéjében helyezkedik el.
A 2010. évi népszámlálási adatok alapján a városnak 3 465 lakója van. A város teljes területe 6,2 km², ebből 0,6 km² vízi.
A város az All-America City Award 2009-es döntőse.

## Történet
Európai származású amerikaiak először 1866-ban telepedtek le a térségben; John Graham, fia, Joseph, és William Mackey ugyanis ekkor jutottak a területhez a Homestead Act révén. Először Graham's Landingnek nevezték; két évvel később viszont megalapították postahivatalát. A postahivatalt Joseph D. Graham nevezte el: mivel a fiúnak honvágya volt, a város a Toledo nevet kapta az ohiói Toledo után. Az első postamester Mackey lett.
A város az újonnan megalapított Lincoln megye megyeszékhelye lett 1893-ban; rangját 1953-ig tartotta meg, amikor a megyeszékhelyt Newportba helyezték át. Ebben az évben kapott települési rangot, majd 1905-ben várossá nyilvánították. Első polgármestere Charles Barton Crosno lett.
1918-ban a Spruce Production Division (Luctermelő Divízió) a kikötőben fűrésztelepet készült létesíteni, ahol az első világháborúban használt repülőgépek vázait készítették volna, viszont mielőtt beindult volna a termelés, a háború véget ért. C. D. Johnson és társai megvásárolták a területet és a hozzá tartozó felszereléseket, és 1923-tól 1953-ig szállították a faanyagot a városba vasúton, amikor a Georgia-Pacific LLC cellulózgyárrá alakította a telepet.

## Népesség

### 2010
A 2010-es népszámláláskor a városnak 3 465 lakója, 1 331 háztartása és 907 családja volt. A népsűrűség 613,7 fő/km². A lakóegységek száma 1 474, sűrűségük 261 db/km². A lakosok 89,9%-a fehér, 0,6%-a afroamerikai, 3,8%-a indián, 0,5%-a ázsiai, 0,1%-a a csendes-óceáni szigetekről származik, 1,2%-a egyéb etnikumú, 3,9% pedig kettő vagy több etnikumú. A spanyol vagy latino származásúak aránya 4,7% (3,8% mexikói, 0,1% Puerto Ricó-i, 0,1% kubai, 0,7% pedig egyéb spanyol/latino származású).
A háztartások 33,9%-ában élt 18 évnél fiatalabb. 47,5% házas, 14,2% egyedülálló nő, 6,5% pedig egyedülálló férfi; 31,9% pedig nem család. 22,7% egyedül élt; 6,1%-uk 65 éves vagy idősebb. Egy háztartásban átlagosan 2,6 személy élt; a családok átlagmérete 3,02 fő.
A medián életkor 37,6 év volt. A város lakóinak 24,8%-a 18 évesnél fiatalabb, 8,8% 18 és 24 év közötti, 26,2%-uk 25 és 44 év közötti, 28,5%-uk 45 és 64 év közötti, 11,8%-uk pedig 65 éves vagy idősebb. A lakosok 48,7%-a férfi, 51,3%-uk pedig nő.

### 2000
A 2000-es népszámláláskor a városnak 3 472 lakója, 1 312 háztartása és 926 családja volt. A népsűrűség 617,8 fő/km². A lakóegységek száma 1 474, sűrűségük 262,3 db/km². A lakosok 91,88%-a fehér, 0,23%-a afroamerikai, 3,37%-a indián, 0,58%-a ázsiai, 0,03%-a a csendes-óceáni szigetekről származik, 0,52%-a egyéb, 3,4% pedig kettő vagy több etnikumú. A spanyol vagy latino származásúak aránya 2,59% (1,8% mexikói, 0,1% kubai, 0,6% pedig egyéb spanyol/latino származású).
A háztartások 37,7%-ában élt 18 évnél fiatalabb. 51,5% házas, 14% egyedülálló nő; 29,4% pedig nem család. 23% egyedül élt; 9,5%-uk 65 éves vagy idősebb. Egy háztartásban átlagosan 2,65 személy élt; a családok átlagmérete 3,05 fő.
A város lakóinak 29,6%-a 18 évnél fiatalabb, 6,9%-a 18 és 24 év közötti, 32%-a 25 és 44 év közötti, 20,9%-a 45 és 64 év közötti, 10,6%-a pedig 65 éves vagy idősebb. A medián életkor 34 év volt. Minden 100 nőre 97,4 férfi jut; a 18 évnél idősebb nőknél ez az arány 92,7.
A háztartások medián bevétele 34 503 amerikai dollár, ez az érték családoknál $39 597. A férfiak medián keresete $35 104, míg a nőké $22 297. A város egy főre jutó bevétele (PCI) $14 710. A családok 18,6%-a, a teljes népesség 19,3%-a élt létminimum alatt; a 18 év alattiaknál ez a szám 26,6%, a 65 év felettieknél pedig 8,9%.

## Oktatás
A városnak két iskolája van, a Toledo Elementary School (általános iskola) és a Toledo High School (középiskola). Ez utóbbi négy-, és hat évfolyamos gimnáziumi szakokat is indít. Mindkét iskola a Lincoln County School District (Lincoln megyei Iskolakerület) tagja.

## Közlekedés
A város az egykori Oregon Pacific Railroad útvonalán elhelyezkedő, a várost a Willamette Valley-i Albanyval összekötő vonal nyugati végállomása. A vasútvonalat a Portland and Western Railroad üzemelteti. Toledo továbbá rendelkezik egy kikötővel (Port of Toledo), valamint egy repülőtérrel (Toledo State Airport – Toledo állami repülőtér).

## Fordítás
Ez a szócikk részben vagy egészben  a   Toledo, Oregon című angol Wikipédia-szócikk ezen változatának fordításán alapul.  Az eredeti cikk szerkesztőit annak laptörténete sorolja fel. Ez a jelzés csupán a megfogalmazás eredetét és a szerzői jogokat jelzi, nem szolgál a cikkben szereplő információk forrásmegjelöléseként.